# Delvinai felkelés
A delvinai felkelés (albán kryengritja e Delvinës) 1937. május 15.-e és május 18.-a között Albánia délnyugati vidékein lezajlott fegyveres lázadás volt, az 1925 és 1939 között hatalmon lévő Amet Zogu – 1928 után I. Zogu néven albán király – elleni fegyveres felkelések sorában az utolsó. Az előző évben belügyminiszteri posztjáról menesztett Et’hem Toto által vezetett fegyveres lázadás Delvina kisvárosában pattant ki, átterjedt Gjirokastrára is, de a rosszul szervezett felkelést két nap elteltével, május 17-én a kormánycsapatok és a kormánnyal lojális csendőralakulatok leverték, a rendet május 18-ára helyreállították.
Et’hem Toto kézre kerítése során, május 26-án életét vesztette. A felkelés másik négy vezetőjének ítélete halálbüntetés lett, amelyet 1937. július 12-én hajtottak végre.

## Lezajlása
A Mehdi Frashëri vezette kormány 1936. novemberi bukását követően a belügyminiszteri tárcát vezető Et’hem Toto őrnagyi rangban a csendőrség kötelékébe került, és olaszországi kiképzésére készülve 1937 tavaszán Delvinában várta az indulási parancsot. A felkelés szervezésében szerepet vállalt fivére, Ismet Toto sarandai alprefektus, egy Gjylben nevezetű csendőr kapitány, valamint egy leszerelt katonatiszt, Gjonlekaj kapitány.
A delvinai felkelés első fegyverei 1937. május 15-én a kora délutáni órákban dördültek el, de körülményeit többféleképpen írják le a források. Az egyik változat szerint Et’hem Toto az uralkodó és a kormány ellen lázítva nyilvános toborzóbeszédet tartott Delvinában, aminek eredményeként huszonöten csatlakoztak hozzájuk. A kisebb tömeg azonnal elfoglalta a delvinai alprefektusi hivatalt, aminek során egy katonatiszt és egy csendőr életét vesztette. Egy másik narratíva szerint a délutáni órákban lövések hallatszottak Toto házából, ezt követően foglalták el az alprefektúra hivatalát, majd Toto ezután tartotta meg toborzóbeszédét a város egyik terén. Így vagy úgy, a délután előrehaladtával a felkelés támogatóinak létszáma százra duzzadt, emellett Toto maguk mellé állított ötven csendőrt is. A fegyveres lázadók Toto vezetésével még aznap megindultak Gjirokastra felé. Az éjszaka közepén értek a városba, ahol ellenállás nélkül elfoglalták a meglepett gjirokastrai városvezetők hivatalait. A telefonvonalakat elvágták, majd a helyi börtönből kiengedtek 300 embert azzal a feltétellel, hogy támogatják felkelésüket. Az így megnövekedett „felkelősereg” május 16-án a kora reggeli órákban elindult Vlora felé, hogy Dél-Albánia egyik legjelentősebb városát kézre kerítve erősítsék tárgyalási pozíciójukat.
Május 16-án a kora reggeli órákban a fővárosba, Tiranába is eljutottak a hírek, és a Koço Kota vezette kormány azonnal elrendelte a hadsereg mozgósítását. A kormánycsapatok mellett a tiranai, krujai és korçai csendőrőrsök egységei is elindultak az ország délnyugati vidékei felé, valamint a burreli csendőriskola 2-300 növendéke is indulási parancsot kapott. Eközben a vlorai rendfenntartók sem maradtak tétlenek, az uralkodóhoz és a kormányhoz hű csendőrosztagok elindultak Tepelena felé, hogy elébe menjenek a Vlora felé masírozó felkelőknek.
Et’hem Toto ekkor már a felkelőseregtől leválva a kurveleshi hegyvidék nemzetségfőit és bektási szellemi vezetőit igyekezett rábírni felkelése támogatására. Ez a terve azonban kudarcba fulladt, néhány kurveleshi nemzetségfő ugyan támogatásáról biztosította Totót, de ténylegesen nem siettek a segítségére. A bektási vezetők egyike viszont négyszáz hívét állította csatarendbe a felkelők ellen, a kormány oldalán. Et’hem Toto ezután néhány gerillabandával a Vlora környéki dombvidéken húzta meg magát, hogy ott várja be a felkelősereget. A vlorai csendőrök azonban még aznap, május 16-án a Proc-hágónál összeütköztek az Ismet Toto vezette felkelőkkel, és minden különösebb nehézség nélkül szétverték őket. Az időközben a régióba megérkezett karhatalmi erők május 18-ára helyreállították a rendet Delvinában is.
A kormánycsapatok ezt követően Et’hem Toto után vetették magukat, aki a felkelés leverésének hírére déli irányba sietett, hogy átszökjön Görögországba. Ez a terve is kudarcba fulladt, a görögök ugyanis szinte azonnal lezárták a határaikat, így sem Toto, sem más lázadó nem tudta elhagyni az országot. 1937. május 23-ára valamennyi felkelőcsoportot felszámolták, a gjirokastrai elítéltek is visszakerültek börtönükbe, egyedül Et’hem Toto nem került még kézre. Végül május 26-án a kormányerők rábukkantak rejtekhelyére, Totót és négy-öt követőjét bekerítették. Toto az incidens során tisztázatlan körülmények között életét vesztette, máig nem tudni, hogy kézre kerülését megakadályozandó öngyilkos lett vagy elfogói végeztek vele.

## Céljai és résztvevői
Végeredményben a delvinai felkelés éppen olyan sikertelen és rosszul szervezett volt, mint a két évvel korábbi fieri felkelés. De míg Fierben ismertek voltak a felkelés mögött álló szándékok, a delvinai lázadás esetében a célok és motívumok a történettudomány számára is homályosak. Annyi bizonyos, hogy az uralkodó és a kormány politikáját általános elégedetlenség övezte a déli országrészekben is, a nacionalista körök Olaszország politikai-gazdasági térnyeréséért és az ország gyarmatosításáért az uralkodót tették felelőssé. Ez azonban már csaknem egy évtizede így volt, ráadásul Toto maga is kormányzati szerepet vállalt a korábbi években, a delvinai felkelés közvetlen kiváltó okául ez tehát nem vehető számba. A felkelést megelőző időszakban a Kota-kormány nagy felzúdulást keltett intézkedése volt az emancipációs reformcsomag – például a nők elfátylazásának tiltása –, amely konzervatív muszlim körökben felháborodást szült. Az azonban, hogy a haladó szemléletű politikus hírében állt Toto egy iszlamista felkelés élére állt volna, történettudományi szempontból nem szolgál plauzibilis magyarázattal. Toto személyes motivációját illetően a legelfogadhatóbb narratívának az tűnik, hogy miután az uralkodó körül csoportosuló Besa-kör, Musa Juka és társai politikai intrikájának áldozataként hullott ki a politikai élvonalból, a korrupt politikai vezetés miatt elkeseredett ember utolsó lehetőségként nyúlt a lázadás eszközéhez. Az őt követők motivációi már nyilván mozaikosabbak, különösen, ha számba vesszük a gjirokastrai börtönükből kiszabadítottak tarka tömegét. Feltehetően voltak a felkelők közt olyanok is, akik a fent elősorolt politikai-társadalmi mozgatórugók valamelyikét tették magukévá, amikor fegyvert ragadtak.

## Megtorlása
A hivatalos kormányzati kommunikációkban eleinte lokális mozgolódásnak titulálták a felkelést, majd csakhamar a kommunistákat sejtették a lázadás mögött, noha Albániában ez idő tájt csak társadalmi bázissal nem rendelkező kisebb, laza kommunista csoportok léteztek. Május 23-án Musa Juka belügyminiszter erre hivatkozva országos felhajtó hadjáratot rendelt el a kommunista csoportok felszámolására. Ennek során több száz embert letartóztattak, nem csak kommunistákat, de minden olyan személyt, aki ismert volt ellenzéki magatartásáról, a kormány bírálatáról. Emellett letartóztattak több olyan katonatisztet, akik a vádak szerint tudtak a szervezkedésről, de nem értesítették feljebbvalóikat róla, Xhemal Aranitasi hadsereg-főparancsnokot pedig a hivatalos változat szerint öthavi kényszerszabadságra küldték.
Júniusra Vlorában és Gjirokastrában összeültek a katonai ítélőszékek. Ismet Totóra – akit fivére felbujtásával is vádoltak – és három társára halálos ítéletet hirdettek, négy vádlott pedig életfogytiglani (pontosabban 101 éves) szabadságvesztést kapott. A halálos ítéleteket 1937. július 12-én hajtották végre.